# Edwin Lincoln Moseley
Edwin Lincoln Moseley (* 1865 - 1948 ) fue un profesor, botánico, zoólogo, naturalista, y meteorólogo estadounidense.
Muy precozmente se interesó en la botánica. En 1885, se graduó con un Master en Artes de la Universidad de Míchigan.
Comenzó su carrera docente en el "Central High School", en Grand Rapids, Míchigan, enseñando ciencias y matemática. Luego de una expedición científica con la Universidad de Míchigan, a Filipinas por doce meses, Moseley continuó sus travesías a China y a Japón. En 1889, enseña ciencias en "Sandusky High School", en Sandusky, Ohio, abriendo allí un museo de historia natural. Continuó enseñando toda su vida, y publicando numerosos artículos científicos, siendo reconocido en la nación, por sus confiables pronósticos meteorológicos de largo alcance.

## Algunas publicaciones
- 1941. Sun-spots and Tree Rings. J. of the Royal Astronomical Soc. of Canada 35: 376
- 1942. Solar Influence on Variations in Rainfall in the Interior of the United States. Popular Astronomy 50: 419

### Libros
- 1899. Sandusky flora. A catalogue of the flowering plants and ferns growing without cultivation, in Erie County, Ohio, and the peninsula and islands of Ottawa County. Ed. Press of Clapper printing Co. 167 pp.
- 1919. Trees, stars and birds. Ed. World Book Co. iii-viii + 404 pp.
- 1924. The Hawaiian Islands as a summer resort. 516 pp.
- 1925. Some suggestions for outdoor science teaching. 66 pp.
- 1927. Our wild animals. Ed. D. Appleton & Co.	xii + 309 pp.
- 1933. Other worlds. Ed. D. Appleton & Co. xi + 230 pp.
- 1939. The ninety-year precipitation cycle. 496 pp.
- 1944. Precipitation prospects, 1943-47, for Ohio and near-by states. 29 pp.
- 1946. Variations in the bird population of Ohio and nearby states. 322 pp.
- 1973. Lake Erie, floods, lake levels, northeast storms;: The formation of Sandusky Bay and Cedar Point. Ed. Ohio Historical Soc. 64 pp.

- La abreviatura «E.Moseley» se emplea para indicar a Edwin Lincoln Moseley como autoridad en la descripción y clasificación científica de los vegetales.[1]